# Tana älv

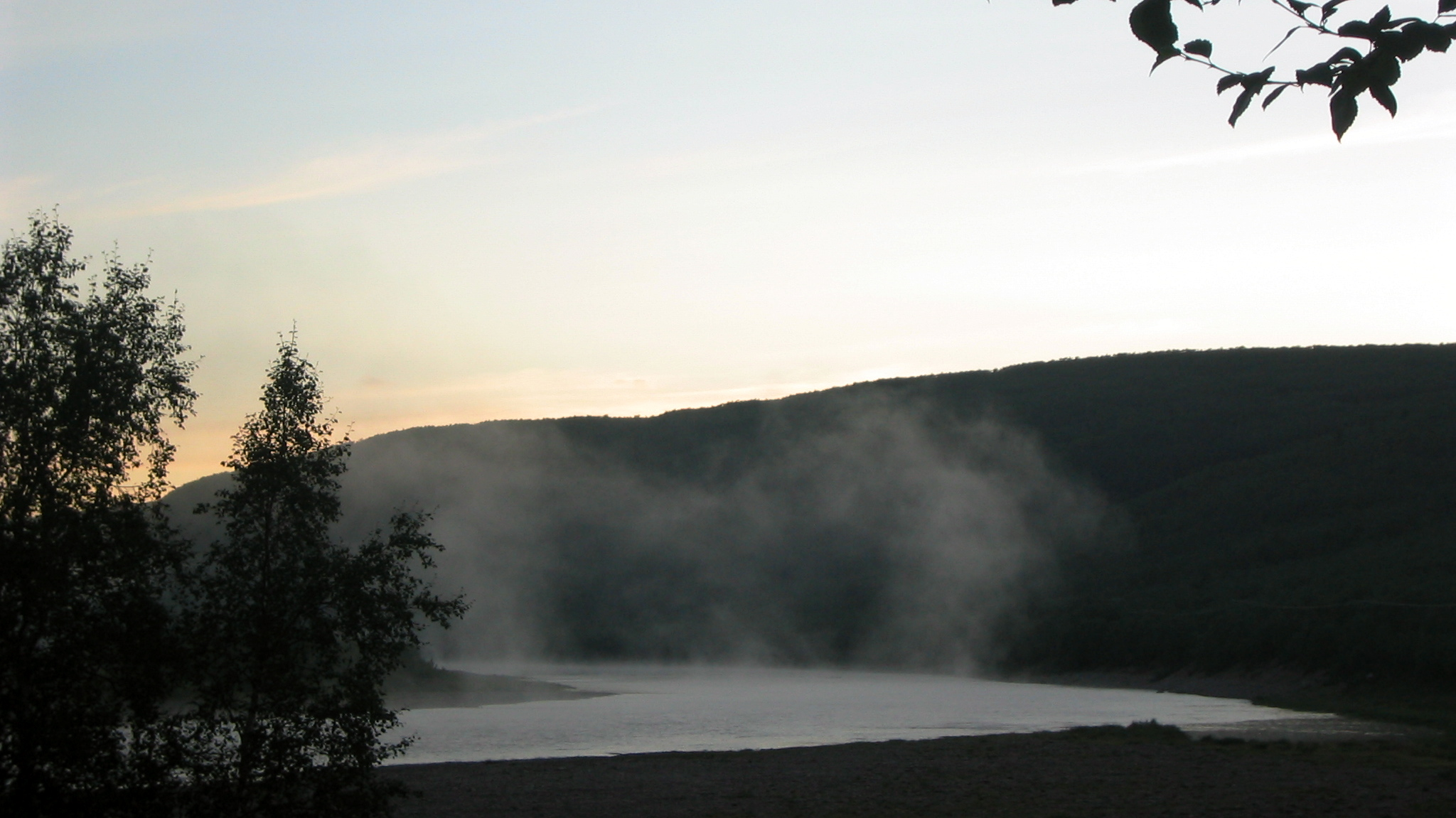
Tana älv en sommarnatt.

Tana älv (finska: Tenojoki, nordsamiska: Deatnu) är en älv i norska Finnmark fylke och finländska Lappland. Dess viktigaste bifloder är Enare älv och Kárášjohka älv. Tana är Finnmarks största älv och har ett avrinningsområde på 15 700 km².

## Etymologi
Det nordsamiska namnet Deatnu betyder "Stor älv". Det norska namnet Tana och finska Teno är språkanpassningar av detta namn.

## Geografi
Älven får sitt namn vid sammanflödet av Enare älv från söder och Kárášjohka från sydväst och är gränsflod mellan Norge och Finland. Kárášjohka är, via Iešjohka, avflöde för Iešjávri, Finnmarks största sjö. Tana älv flyter sedan till Ishavet genom den breda och bördiga Tanadalen, huvudsakligen i nordöstlig och nordlig riktning. Älven är bred och ganska grund samt svagt strömmande, så att båtar kan stakas över den långt upp i bifloderna i söder. Finländska sidan av älven utgörs av Utsjoki kommun, där bosättning huvudsakligen finns i Utsjoki kyrkoby och i Nuorgam. På norska sidan ligger Karasjok kommun i söder och Tana kommun i norr.
Inräknat gränsälvarna uppströms, Rajajoki och Enare älv, utgör Tana gräns mellan Norge och Finland på en sträcka av 252 km och är så räknat 310 km lång.
Tana älv utmynnar i Tanafjorden, den östligaste av de i Finnmarks fjällplatå söderut inträngande stora fjordarna, omkring 70 km lång och 10–12 km bred, med branta, öde, kala, endast glest bebyggda stränder och med förgreningarna Hopsfjorden i väst, Langfjorden och Vestertana i sydväst och Troldfjorden i öster.

## Tvist om fiskerättigheter
Den 22 mars 2017 började ett avtal mellan Norge och Finland gälla, Tanaavtalet, med huvudmål att bygga upp laxstammen i älven. Det påverkade lokalbefolkningens fiskerättigheter då de inte längre kunde bedriva traditionellt fiske.
Gruppen Ellos Deatnu krävde självbestämmande och att vattnet i Tana älv skulle tillhöra folket i området och inte borde ägas och förvaltas av staterna. Gruppen bodde i lávvu på ön Čearretsuolu och förklarade ön vara ett moratorium med självbestämmande tills Norge och Finland öppnade upp för ett nytt avtal. Senare skapade de även ett moratorium på ön Allasuolu.